# Aéroport de Port Elizabeth
Aéroport international Chief Dawid Stuurman
L'aéroport International de Port Elizabeth, (code IATA : PLZ • code OACI : FAPE), appelé Chief Dawid Stuurman International Airport depuis février 2021, est un aéroport desservant Port Elizabeth, une ville dans la province du Cap oriental, province de l'Afrique du Sud. 
Il était autrefois connu sous le nom de Aéroport H. F. Verwoerd d'après l'ancien premier ministre Hendrik Verwoerd. L'aéroport est détenu et exploité par la Société des Aéroports d'Afrique du Sud qui opère également neuf autres aéroports de la région de l'Afrique du Sud.

## Situation
'
| Bloemfontein Mthatha Skukuza Richards Bay Polokwane/Pietersburg Pietermaritzburg Prétoria-Wonderboom Ulundi Upington Pilanesberg Le Cap Phalaborwa Port Elizabeth Kruger Mpumalanga Kimberley Mala Mala Durban George Plettenberg · Bay Hoedspruit Jo'bourg-Lanséria Jo'bourg-OR Tambo East London |

Carte statique des aéroports d'Afrique du Sud.Carte dynamique des aéroports d'Afrique du Sud.

## Statistiques

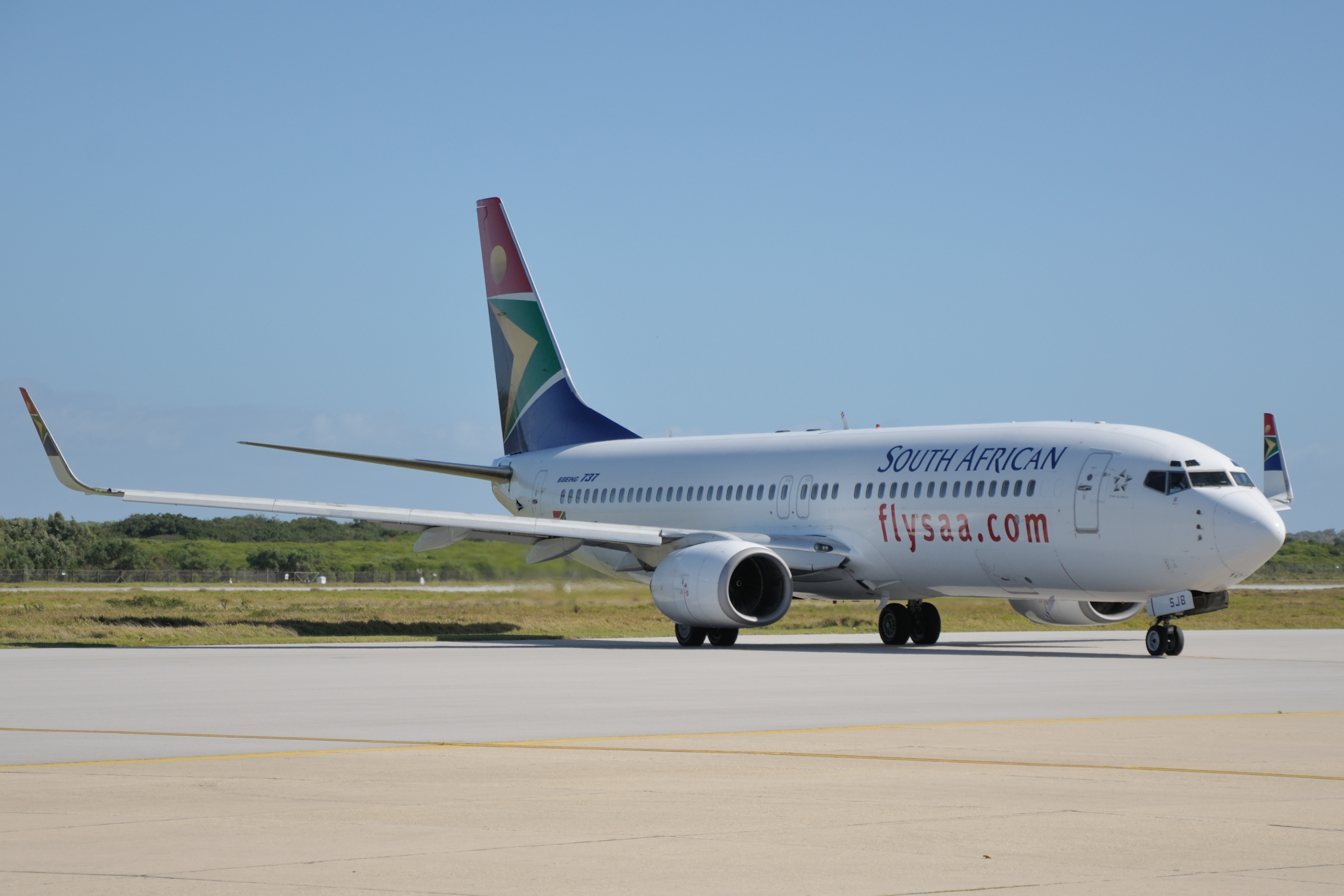
SAA Boeing 737-800 à Port Elizabeth Aéroport, février 2013

Pour des raisons techniques, il est temporairement impossible d'afficher le graphique qui aurait dû être présenté ici.

Voir la requête brute et les sources sur Wikidata.

## Compagnies aériennes et destinations
| Compagnies      | Destinations                                      |
| --------------- | ------------------------------------------------- |
| Airlink         | Le Cap, Johannesbourg OR Tambo                    |
| British Airways | Le Cap, Durban-King Shaka, Johannesbourg OR Tambo |
| CemAir          | Bloemfontein-Bram Fischer                         |
| FlySafair       | Le Cap, Durban-King Shaka, Johannesbourg OR Tambo |
| Mango           | Johannesbourg OR Tambo                            |

Édité le 16/05/2020